# التركيبة السكانية في ألمانيا
تعتبر ألمانيا الدولة الأكثر سكانا في أوروبا, إلا أنها تعاني من تقهقر في السكان، بسبب تناقص في الزيادة الطبيعية . مما جعلها تعاني من الشيخوخة، وتمثل فئة الاعمار الأقل من 15 سنة(16 بامئة) من مجموع السكان.وهي وضعية جعلت ألمانيا تستقبل أكثر من 5 ملايين مغتربا من اتراك وإيطاليين وسوريين ويوغسلاف .
ويصل سكان ألمانيا 82 مليون نسمة

## التركيبة السكانية

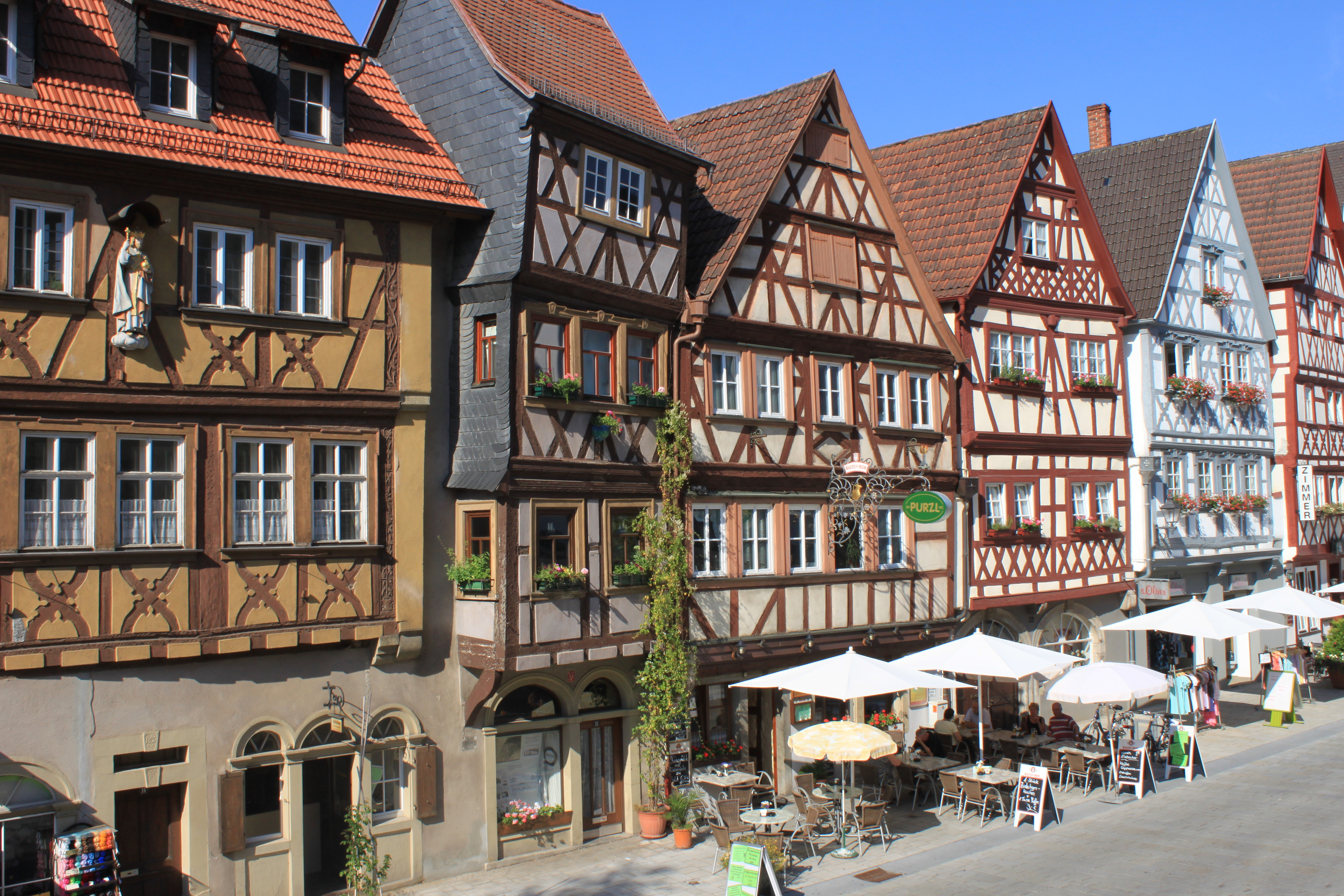
المباني التقليدية في ألمانيا.

بلغ تعداد السكان في الجمهورية الفدرالية العام 2010 نحو 82 مليون نسمة. وتعتبر ألمانيا أكبر دول الاتحاد الاوربي سكاناً. لكن يعتبر معدل الخصوبة الكلي لديها من أدنى المعدلات في العالم حيث يبلغ 1.38 طفل لكل امرأة، ويتوقع المكتب الفيدرالي الألماني للإحصاء أن ينكمش سكان ألمانيا إلى ما بين 65 و 70 مليون بحلول العام 2060 (65 مليون في حال كان عدد المهاجرون السنوي إليها 100,000 و70 مليون في حال كان عدد المهاجرون 200,000 سنوياً).

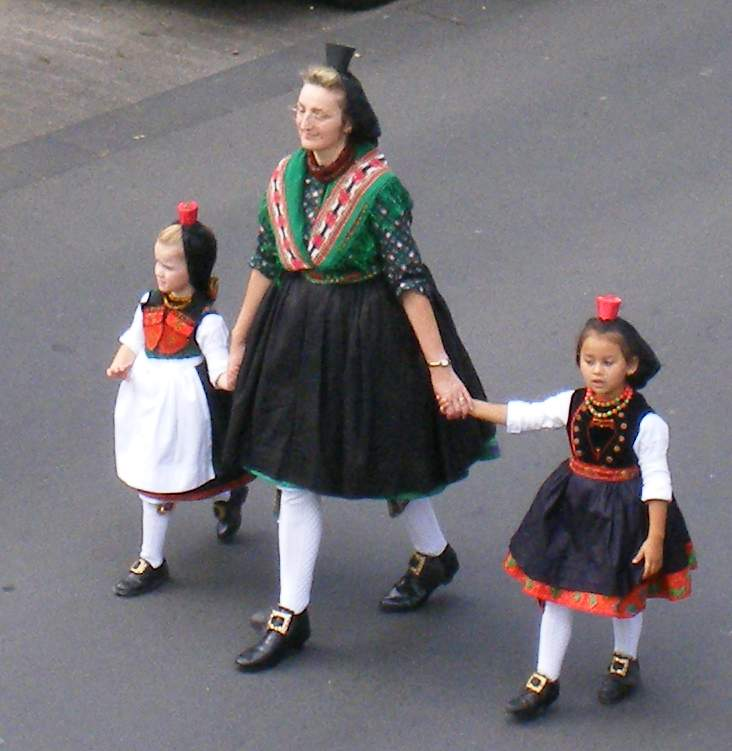
أزياء وطنية من شمال ألمانيا.

ألمانيا لديها العديد من المدن الكبيرة، أكثر المدن سكاناً هي: برلين، هامبورغ، ميونخ، كولونيا، فرانكفورت وشتوتغارت. انظر أيضاً قائمة المدن في ألمانيا بأكثر من 100,000 ساكن
يشكل الألمان الأغلبية حوالي 91% من السكان. في حين يشكل المهاجرون نسبة تفارب 9% من السكان، ويقارب عددهم 7.3 مليون نسمة. ويقدر المكتب الفيدرالي الألماني للإحصاء أن أحد الوالدين على الأقل لحوالي 30% من الالمان بعمر 5 سنوات واقل مولود خارج ألمانيا.
في عام 2009، 20% من السكان لديهم جذور مهاجرة، وهي أعلى نسبة مسجلة منذ 1945. في 2008 كانت أكبر مجموعة من السكان التي لديها اصول مهاجرة كانت من تركيا بحوالي 2.5 مليون، وتاتي بعدها الاصول الإيطالية بحوالي 776,000 ثم البولندية بحوالي 687,000.
صندوق الأمم المتحدة للسكان ادرج ألمانيا بالمرتبة الثالثة لأكبر الدول التي تستضيف المهاجرين في العالم، أي حوالي 5% أو 10 ملايين من مجمل ال 191 مليون مهاجر في العالم.
من ناحية أخرى هناك أعداد كبيرة من السكان الذين يتحدرون من اسلاف الألمان موجودون في الولايات المتحدة (50 مليون)، البرازيل(5 مليون) وكندا (3 مليون).
المجموعات الإثنية في ألمانيا
فيما يلي احصائية بأعداد المهاجرين وفقا لقائمة الدول حسب السكان المهاجرين إليها.
وتقسيمات المجموعات الإثنية لعام 2010 :
| مجموعات إثنية                                | %    | عدد السكان |
| -------------------------------------------- | ---- | ---------- |
| أوروبيون                                     | 88.0 | 70,593,332 |
| ألمان                                        | 80.7 | 64,737,294 |
| بولندا                                       | 2.0  | 1,604,394  |
| دول الاتحاد السوفيتي سابقة + يهود            | 1.7  | 1,363,735  |
| } (أوروبيين من يوغوسلافيا واليونان)          | 3.6  | 2,887,909  |
| الشرق الأوسط                                 | 5.2  | 4,171,424  |
| أتراك                                        | 4.0  | 3,208,788  |
| أخرى (بشكل رئيسي عرب وفرس)                   | 1.2  | 962,636    |
| آسيويين                                      | 2.0  | 1,604,394  |
| أفارقة                                       | 1.0  | 802,197    |
| مختلط أو غير معروف                           | 2.0  | 1,604,394  |
| المجموعات الأخرى (بشكل رئيسي، تشمل أمريكيون) | 1.8  | 1,443,955  |
| إجمالي السكان                                | 100  | 80,219,695 |

### المدن الكبرى
| 1  | برلين     | برلين                  | 3,460,725 |
| 2  | همبورغ    | همبورغ                 | 1,786,448 |
| 3  | ميونخ     | ميونخ                  | 1,353,186 |
| 4  | كولونيا   | شمال الراين - وستفاليا | 1,007,119 |
| 5  | فرانكفورت | هسن                    | 679,664   |
| 6  | شتوتغارت  | بادن فورتمبيرغ         | 606,588   |
| 7  | دوسلدورف  | شمال الراين - وستفاليا | 588,735   |
| 8  | دورتموند  | شمال الراين - وستفاليا | 580,444   |
| 9  | إسن       | شمال الراين - وستفاليا | 574,635   |
| 10 | بريمن     | ولاية بريمن            | 547,340   |
| 11 | دريسدن    | ساكسونيا               | 523,058   |
| 12 | لبسيا     | ساكسونيا               | 522,883   |
| 13 | هانوفر    | سكسونيا السفلى         | 522,686   |
| 14 | نورنبيرغ  | بافاريا                | 505,664   |
| 15 | دويسبورغ  | شمال الراين - وستفاليا | 489,599   |
| 16 | بوخوم     | شمال الراين - وستفاليا | 374,737   |
| 17 | فوبرتال   | شمال الراين - وستفاليا | 349,721   |
| 18 | بون       | شمال الراين - وستفاليا | 324,899   |
| 19 | بيليفيلد  | شمال الراين - وستفاليا | 323,270   |
| 20 | مانهايم   | بادن فورتمبيرغ         | 313,174   |

### اللغات

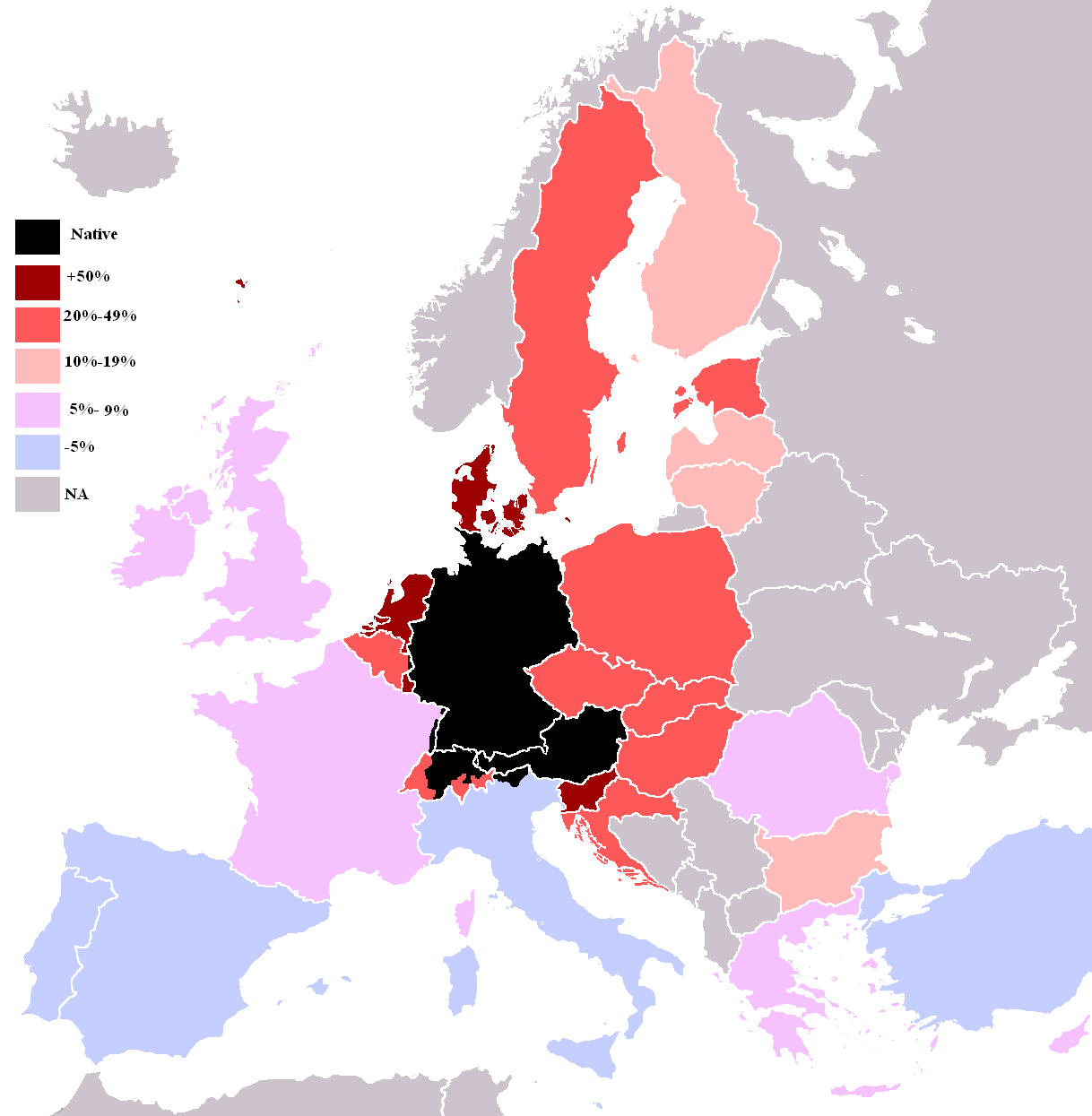
مدى معرفة اللغة الألمانية في دول الاتحاد الأوروبي إضافة لتركيا وسويسرا كرواتيا

اللغة الألمانية هي اللغة الرسمية والمستخدمة في ألمانيا. وهي إحدى اللغات ال 23 الرسمية في الاتحاد الأوروبي، واحد اللغات الثلاث المستخدمة في المفوضية الأوروبية مع الفرنسية والإنجليزية. اللغات الأخرى للاقليات في ألمانيا هي: الدنماركية، الصربية، الرومنية والفريزية. هذه اللغات معترف بها رسمياً من قبل الميثاق الأوروبي للغات الإقليمية ولغات الأقليات. اما أكثر اللغات المستخدمة من قبل المهاجرين في ألمانيا فهي: التركية، السريانية الكردية البولندية، اللغات البلقانية، والروسية.
في جميع أنحاء العالم، اللغة الألمانية هي اللغة الأم ل 100 مليون شخص، إضافة إلى 80 مليون شخص يتحدث الألمانية كلغة ثانية. الألمانية هي اللغة الأم ل 90 مليون شخص في الاتحاد الأروربي أي ما يوازي 18% من سكانه. 67% من الألمان يتحدثون لغة أخرى على الأقل إلى جانب الألمانية، بينما 27% يتحدثون لغتين اضافيتين.

### الدين

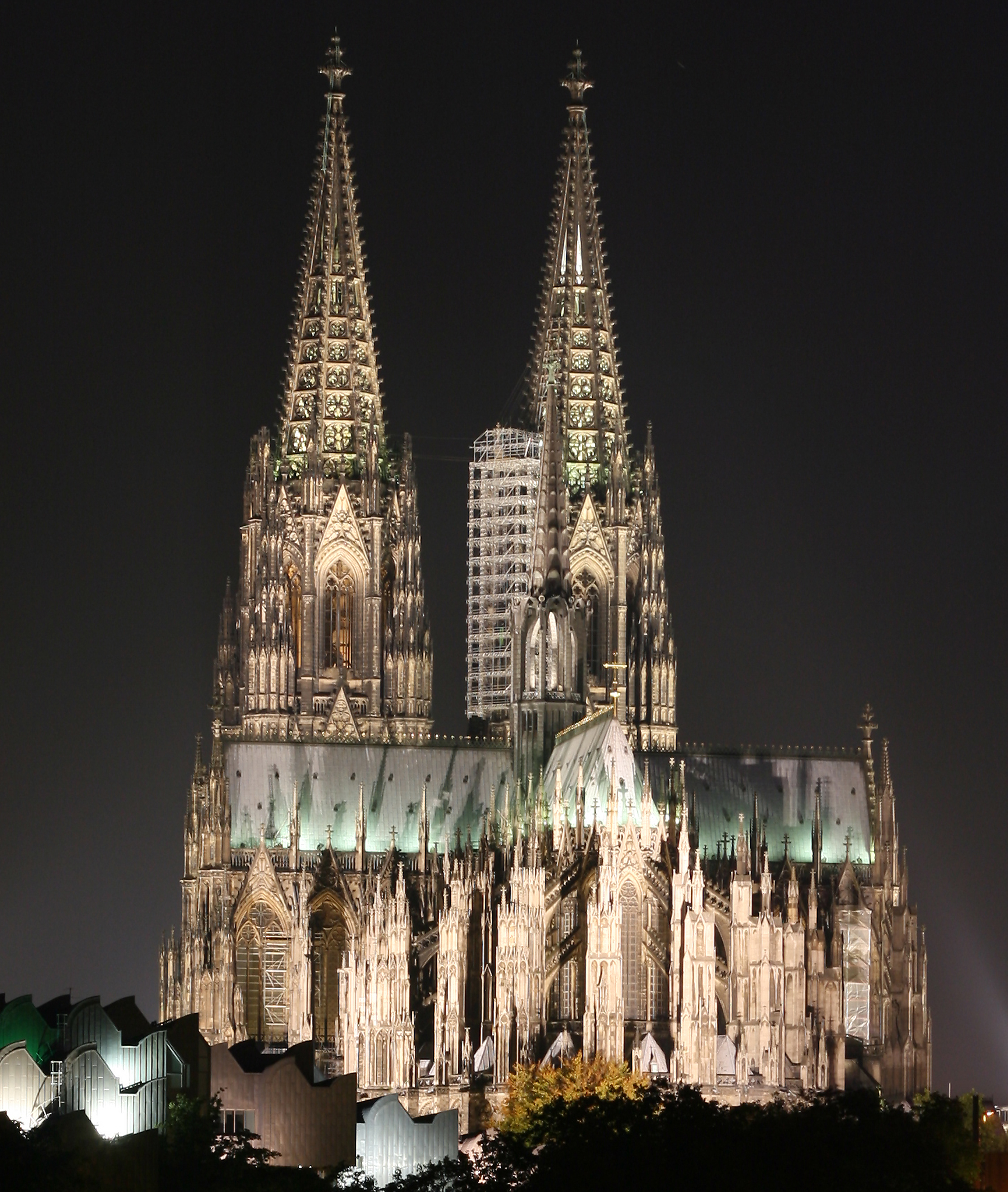
كاتدرائية كولونيا على نهر الراين تعتبر أحد مواقع التراث العالمي

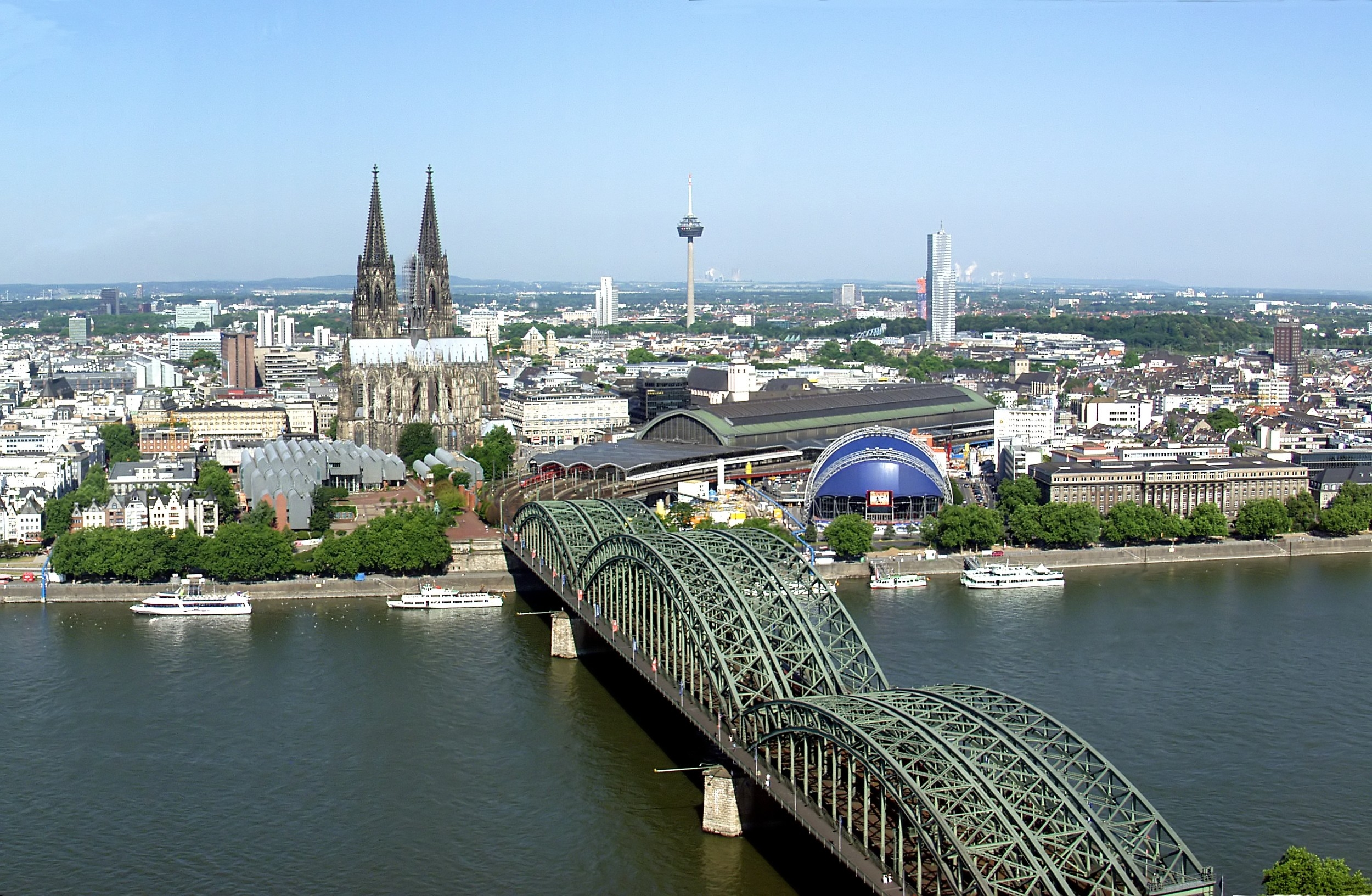
قنطرة كولونيا الشهيرة وخلفها الكاتدرائية.

يـضمن القانون الأساسي للجمهورية الألمانية حرية الأديان. لا توجد أقليات دينية مضطهدة رسميا. هناك اتفاقيات بين الحكومة الإتحادية والكنيستين الكاثوليكية والإنجيلية والذي يتلقى بموجبه أبناء هذين المذهبين دروسا دينية في المدارس الحكومية. وتعوض الحكومة هذه الدروس باقتطاع نسبة ضريبية على السكان من أبناء هذه المذاهب. قامت الحكومة الإتحادية بعقد اتفاقيات مماثلة مع أبناء الطائفة اليهودية، عن طريق المجلس المركزي لليهود في ألمانيا.
حسب تقارير المنظمات، المسيحية هي أكبر ديانة في ألمانيا مع 52.116 مليون معتنق (63%) في 2007. يشكل البروتستانت نسبة 32.3% منهم، بينما يشكل الكاثوليك 31% في 2007. الديانة الثانية هي الإسلام مع ما يقارب 4.3 مليون معتنق (5%) ثم ياتي بعدها البوذية واليهودية مع حوالي 200,000 معتنق. الهندوسية يبلغ عدد معتنقيها 90,000 والسيخ 75,000. بقية الطوائف لديها من الاتباع 50,000 أو اقل. حوالي 24.4 مليون ألماني (29.6%) لا دينيون. حسب استبيان لمجلة دير شبيغل، 45% فقط يؤمنون بالله وحوالي الربع فقط يؤمنون بالمسيح.
يتركز البروتستانت في الشمال والشرق بينما الرومان الكاثوليك يتركز وجودهم في الجنوب والغرب. البابا الحالي بينيدكتوس السادس عشر من مواليد بافاريا. اللادينيون بمن فيه الملحدون والاأدريون يشكلون حوالي 55% وهم موجودون بكثرة خصوصاً في ألمانيا الشرقية السابقة.
من بين ال 2.5 مليون مسلم، أغلبهم من السنة من تركيا، لكن هناك اعداد صغيرة من الشيعة أيضاً. 1.7% من السكان يعلنون انفسهم من الأرثوذكس[ ؟ ]، اكثرهم من الصرب واليونانيين. في ألمانيا ثالث أكبر تجمع لليهود (بعد فرنسا والمملكة المتحدة). في 2004 ضعفي عدد اليهود من الجمهوريات السوفييتية السابقة الذين انتقلوا إلى إسرائيل استقروا في ألمانيا، رافعين عدد اليهود إلى 200,000 مقارنة ب 30,000 قبل الوحدة الألمانية. المدن الكبرى التي فيها اعداد معتبرة من اليهود هي برلين، فرانكفورت وميونخ. حوالي 250,000 بوذي يعيشون في ألمانيا، 50% هم من المهاجرين الآسيويون.
وفقاً للمسح الأوروبي في 2005، فإن 47% من المواطنين الألمان يؤمنون بوجود الله، و 25% يؤمنون بوجود قوة أو روح ما و 25% لا يؤمنون بالله ولا بروح أو قوة خفية.
وحسب احصائيات 2010 بلغت نسبة المسيحية 70.8 بالمئة بلغت نسبة البروتستانت 36 بالمئة والكاثوليك 32.3 بالمئة و2.5 ارذوكس واما المسلمين فنسبتهم 6 بالمئة أي ان عددهم (4850000).
| الولاية                | العاصمة  | المساحة (كم²) | السكان     |
| ---------------------- | -------- | ------------- | ---------- |
| بادن-فورتمبيرغ         | شتوتغارت | 35,752        | 10,717,000 |
| بافاريا                | ميونخ    | 70,549        | 12,444,000 |
| برلين                  | برلين    | 892           | 3,400,000  |
| براندنبورغ             | بوتسدام  | 29,477        | 2,568,000  |
| بريمن                  | بريمن    | 404           | 663,000    |
| هامبورغ                | هامبورغ  | 755           | 1,735,000  |
| هسن                    | فيسبادن  | 21,115        | 6,098,000  |
| ميكلينبورغ-فوربومرن    | شفيرين   | 23,174        | 1,720,000  |
| ساكسونيا السفلى        | هانوفر   | 47,618        | 8,001,000  |
| شمال الراين - وستفاليا | دوسلدورف | 34,043        | 18,075,000 |
| راينلاند - بالاتينات   | ماينز    | 19,847        | 4,061,000  |
| سارلاند                | ساربروكن | 2,569         | 1,056,000  |
| ساكسونيا               | دريسدن   | 18,416        | 4,296,000  |
| سكسونيا-أنهالت         | ماغدبورغ | 20,445        | 2,494,000  |
| شليسفغ هولسشتاين       | كييل     | 15,763        | 2,829,000  |
| تورنغن                 | إرفورت   | 16,172        | 2,355,000  |

## معرض صور

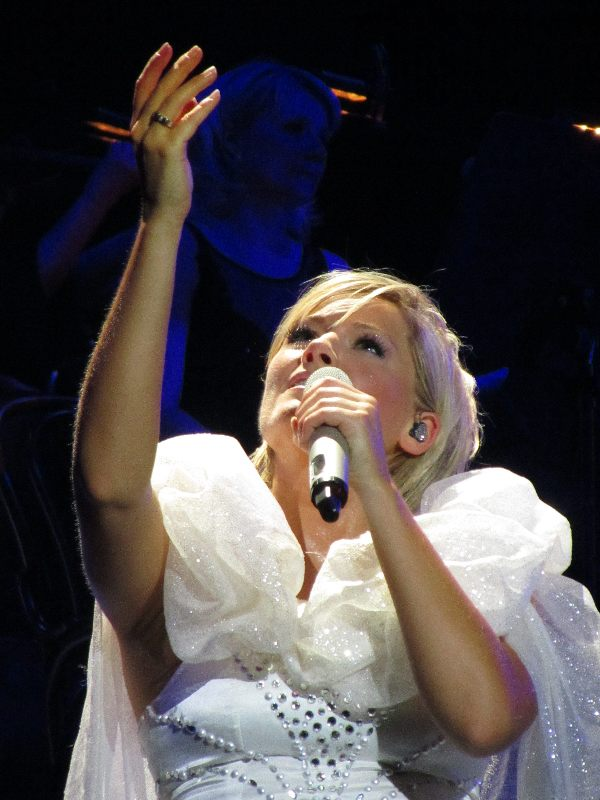
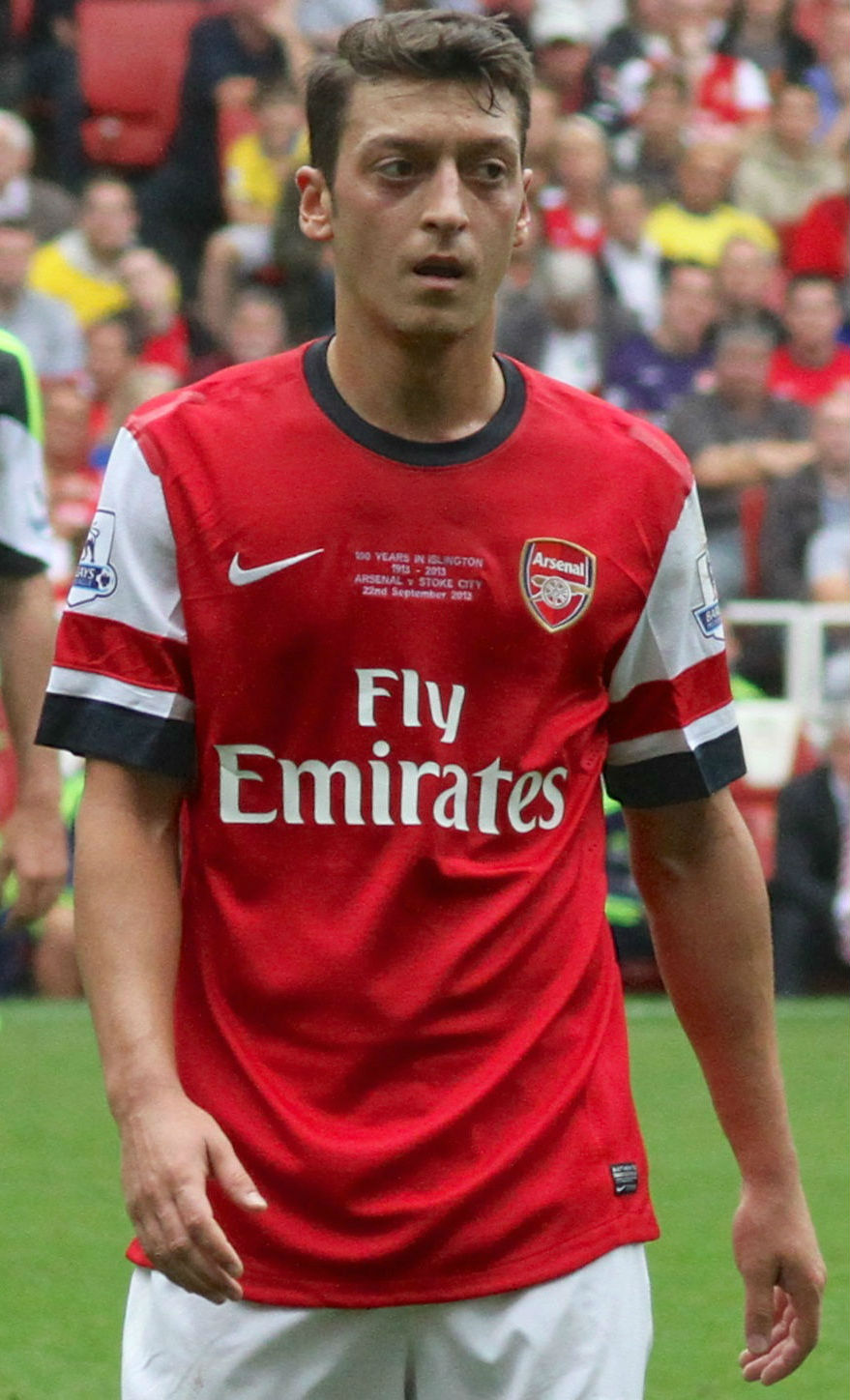
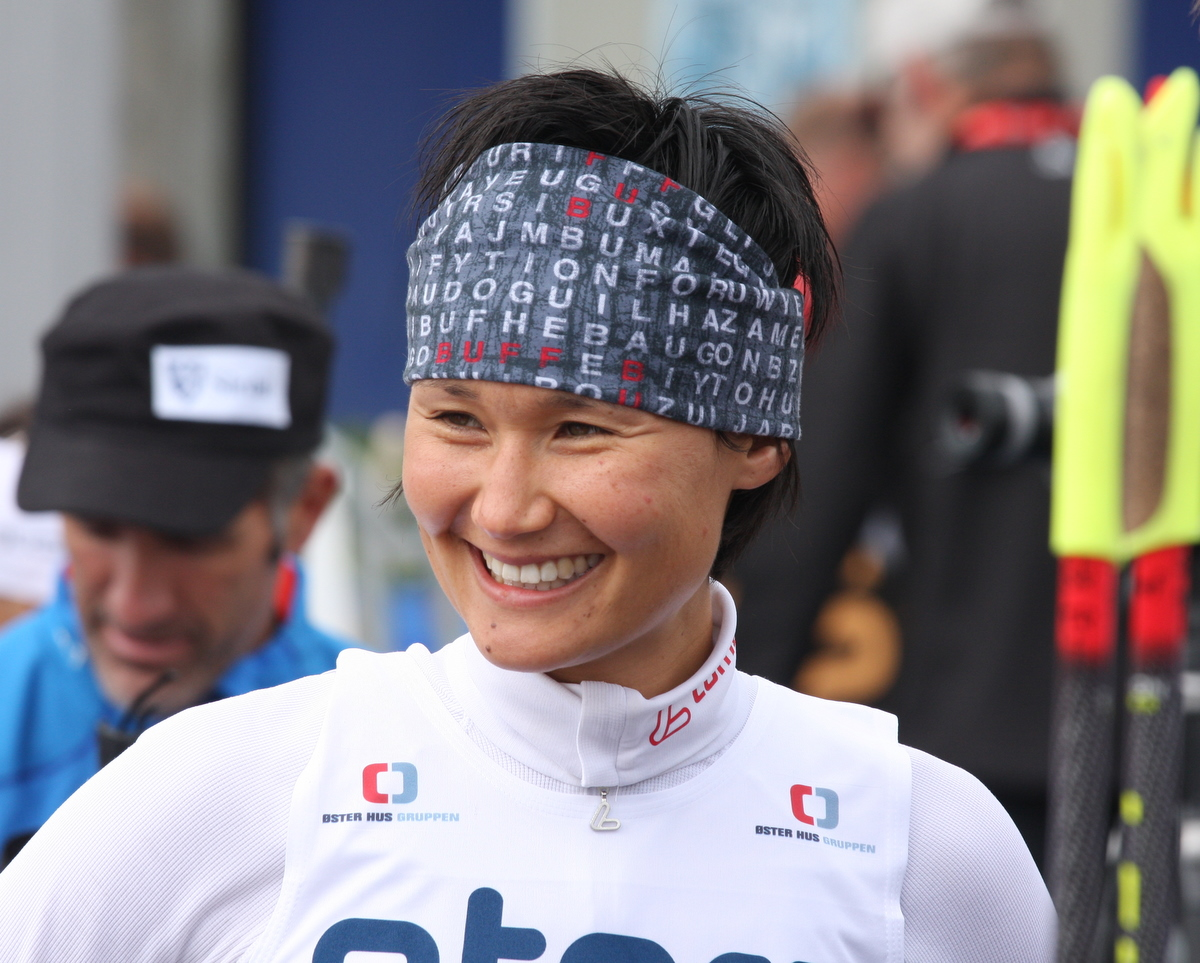

## وصلات خارجية
- - بوابة ألمانيا العصرية المتعددة اللغات (موقع حكومي)